# Puente El Jobo (El Salvador)
Puente El Jobo es un puente ubicado en la frontera denominada "Las Chinamas", entre la República de El Salvador y la República de Guatemala, específicamente en la carretera CA-8W y CA-8. El puente tiene ya más de medio siglo de haberse construido y el puente se sostiene sobre el cauce del río Paz, perteneciente a El Salvador y Guatemala.

## Historia

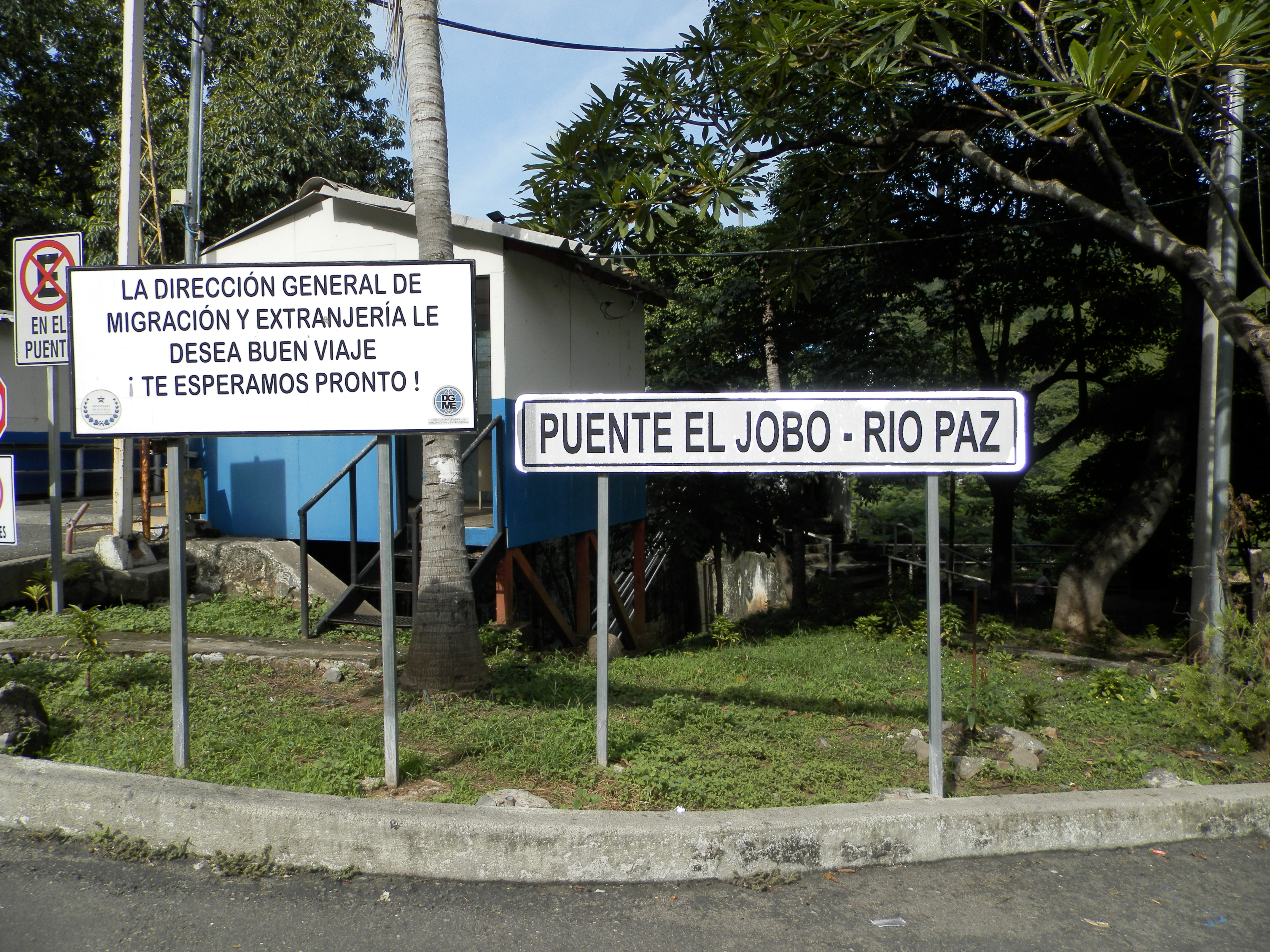
Ubicación y nombre del puente

Un libro de remembranzas relata la historia del cantón Las Chinamas, que se emitió un decreto legislativo (Diario Oficial Número 94, Tomo 26, p. 469), que ratificaba el convenio diplomático, entre El Salvador y Guatemala, para construir un puente sobre el río Paz, la construcción de este puente, tuvo su origen en las reuniones iniciadas en 1931 entre las autoridades de El Salvador y Guatemala para que iniciara la construcción del Puente El Jobo en 1947, el diseño del puente y construcción estuvo a caro de la compañía estadounidense John A. Roebling Sons, con apoyo del ingeniero estadounidense Blair Birdsall y fue finalizada la construcción en 1950 .
En el convenio en el que se dio el visto bueno a la obra se acordó que el diseño, la edificación y los costos serían pagados a partes iguales entre los dos países, también se pactó mejorar las vías de acceso hacia el puente.
La inauguración se dio el 12 de febrero de 1950, en un solemne acto oficialmente el puente que uniría a ambos pueblos estaba listo para  abrir una ventana al progreso. Los primeros usuarios fueron pequeños automóviles, camiones y carretas que transitaban por esos años.
La introducción del transporte colectivo vino más tarde a iniciativa de empresas privadas de ambos países que se unieron para trazar las primeras rutas internacionales. El tiempo también ha pasado por el puente, ya que tuvieron que reconstruir algunas partes en 1994 debido a los serios deterioros que tenía en algunas partes de la estructura.

## Información general
El puente El Jobo, en la frontera Las Chinamas, de Ahuachapán, fue inaugurado el domingo 12 de febrero de 1950. La construcción de esa infraestructura inició en 1947, la construcción se concluyó en 1950.
La obra consiste en la construcción de un puente colgante de acero y losas de concreto tiene una calzada de 101 metros de largo y conformada por un carril de 8 m de ancho y hombros de 0,9 m, delimitados por barreras semirrígidas y los arcos que cuelgan, emplazándose en cada lateral una acera de 1,05 m de ancho.  El ancho total del puente asciende a 12,25 m, cuenta con 4 postes de iluminación con 8 lámparas led con energía solar.
Para la protección de los pilares en la zona del puente, se construyó un manto de escollera la parte interna se ha dispuesto muros de mampostería.
- Responsables de la obra (Gobiernos de El Salvador y Guatemala)
- Tiempo en el que se construyó: 3 años
- Monto estimado de la época: 14 mil colones
- Beneficiarios directos:  2 naciones
- Beneficiarios indirectos: Todos los que circulan por la carretera Panamericana

## Turismo
Puente mercado
El puente de ‘El Jobo’ se caracteriza por lo habitual que resulta encontrarse con cambiadores, comerciantes, vendedores y tramitadores de paso. 
Los miércoles son días especiales. Han sido bautizados como “días de frontera” porque es cuando los Guatemaltecos aprovechan para montar un improvisado mercado, en un lugar llamado Valle Nuevo, en el que se encuentra desde ropa hasta enseres domésticos.
El Puente es una necesidad para la zona ya que es donde se encuentra la mayor concentración de turismo hacia ambas naciones, el puente es la unión entre 2 países sus comercios y turismo hacen del lugar muy concurrido.